# Harzrundfahrt 1952
Die Harzrundfahrt 1952 war die 24. Austragung des traditionsreichen Straßenradrennens Harzrundfahrt. Sie wurde als Eintagesrennen ausgetragen. Das Rennen fand am 6. Juli statt. Die Strecke war 214 Kilometer lang. Sieger wurde Heinz Jacob.

## Rennverlauf
Die Harzrundfahrt 1952 war zugleich der erste Lauf der DDR-Meisterschaft im Straßenrennen. Die bergreiche Strecke und extreme Hitze machten das Rennen schwer. Es gab viele Aufgaben und wenige Ausreißversuche. Am Wendefurther Berg bei Thale fielen etliche Fahrer aus der Kopfgruppe zurück. Am Ziel in Magdeburg spurteten 12 Fahrer um den Sieg, den Heinz Jacob mit einer Radlänge Vorsprung errang.

## Ergebnis
| Platz | Fahrer           | Verein                       | Zeit (h) |
| ----- | ---------------- | ---------------------------- | -------- |
| 01.   | Heinz Jacob      | BSG Rotation Berlin          | 6:40:55  |
| 02.   | Erich Schulz     | BSG Post Berlin              | gl. Zeit |
| 03.   | Gerhard Gallinge | BSG Einheit Berliner Bär     | gl. Zeit |
| 04.   | Lothar Meister I | BSG Wismut Dwigatel Chemnitz | gl. Zeit |
| 05.   | Martin Naumann   | BSG Rotation Berlin          | gl. Zeit |
| 06.   | Fritz Funke      | BSG Wismut Dwigatel Chemnitz | gl. Zeit |
| 0 …   |                  |                              |          |